# 이일 (일제강점기)
이일(李逸, 1932년 1월 22일 ~ 1997년 1월 27일)은 대한민국의 미술 평론가이자 미술사학자이다. 부친은 정치인 이종극, 조카는 이상아이다. 한국 현대 미술비평과 미술사 연구에 혁신적 기여를 한 인물이다.
본명은 이진식(李鎭湜)으로 평안남도 강서군(지금의 남포시 강서구역) 출신이다. 평양중학교를 졸업하고 해방 후 가족과 함께 월남하여 경복중학교를 다시 졸업하였다. 파리 소르본 대학교에서 수학하며 《조선일보》에 미술 평론을 기고하기 시작했고, 1966년 귀국 후 홍익대학교 교수로 부임하여 본격적인 활동을 시작했다. 서울대학교 문리대 불문과 재학(후에 1957년 중퇴) 시절 '문리문학회'를 창립하고 《문리문학》지를 발간하는 등 문학적 소양도 겸비했다.
1975년 도쿄 화랑에서 열린 '5인 한국 작가, 5개의 하양' 전시는 한국 단색화(Dansaekhwa)가 국제적으로 알려지는 계기가 되었다. 이일은 이 전시 카탈로그 서문에서 "회화의 물성적 탐구"와 "정신적 명상성"을 강조하며 단색화의 미학적 기반을 제시했다. 1980년대에는 '환원(還元)'과 '확산(擴散)' 개념을 도입, 한국 추상미술의 이론적 체계를 정립하는 데 기여했다.
1986년부터 1992년까지 한국미술평론가협회 회장을 역임하며 《미술평단》 창간을 주도했다. 그의 평론은 시적 감수성과 날카로운 분석력이 결합된 특징을 지니며, 1970년대 실험미술의 이론적 지주 역할을 수행했다. 1994년 파리 퐌피두센터에서 열린 한국 현대미술전 기획에 참여하며 국제적 위상을 확립했다.